# Confédération Mondiale des Activités Subaquatiques
Die Confédération Mondiale des Activités Subaquatiques (CMAS) ist ein im Januar 1959 in Monaco gegründeter internationaler Tauchsportverband mit Sitz in Rom. CMAS International wird weltweit durch diverse Tauchorganisationen vertreten. Im englischen Sprachraum tritt die CMAS auch unter dem Namen World Underwater Federation (WUF) auf. Die CMAS ist eine internationale Dachorganisation des Gerätetauchens sowie für Sportarten, die vom Tauchen abgeleitet sind, wie Flossenschwimmen, Unterwasser-Rugby, Unterwasserhockey, Orientierungstauchen oder Apnoetauchen.
Die CMAS sichert vor allem die internationale weltweite Anerkennung abgelegter länderspezifischer Prüfungen im Ausland und ermöglicht damit z. B. erst das Sporttauchen im Ausland (Urlaub).

## Ausbildungssysteme Gerätetauchen
→ Siehe auch: Tauchschein

Ausbildungssystem der CMAS

Das CMAS-Gerätetauchen-Ausbildungssystem besteht aus standardisierten Kursen, die in Theorie und Praxis aufgeteilt sind. Die Theorie wird hauptsächlich im Frontalunterricht vermittelt, während die Praxis ausschließlich durch Tauchlehrer im Schwimmbad oder im begrenzten Freiwasser sowie im offenen Freiwasser unterrichtet wird. Am Ende jeden Kurses wird ein Tauchschein (Brevet) ausgestellt, der weltweit anerkannt wird. CMAS ist vorwiegend in Europa verbreitet. Es gibt aber weltweit Vereine und Tauchschulen, die nach CMAS ausbilden. Teilweise nennen die Lizenznehmer die Kurse anders und bieten Zwischenstufen oder Erweiterungen an. Die Lizenznehmer der CMAS werden als Federations bezeichnet (Verband oder Organisation).
Es gibt nationale Federations, die nur in ihrem Gebiet ausbilden dürfen und die CMAS in diesem Land repräsentieren. Ziel ist eine Federation pro Land, also kein länderübergreifender Wettbewerb. Aus „historischen“ Gründen gibt es jedoch Länder mit mehreren Federations. CMAS Tauchprüfungen/Brevetierungen im Ausland sind nur für Urlauber möglich und bleiben ansonsten der/den für das dem Land zuständigen Federation(s) vorbehalten. Auf der Sitzung 205 des CMAS Board of Directors wurde am 26. Januar 2019 beschlossen, dass mit einer Übergangsfrist von mehreren Jahren nur noch eine Federation pro Land zu lässig ist. Betroffene Federations wurden aufgefordert sich eigenständig auf eine gemeinsame Lösung zu verständigen.
Bis 2018 gab es daneben einige wenige internationale Federations, die weltweit ausbilden durften. Auf der Sitzung 201 des Board of Directors wurde am 25. April 2018 beschlossen, ab 2018 keine internationalen Federations mehr zu zulassen. Der CMAS Schatzmeister gab zu Protokoll, dass die internationalen Federations nur wenige Brevetierungen durchführen und sich mithin keine gravierenden wirtschaftlichen Auswirkungen ergeben.

### CMAS-Taucher
CMAS bietet ein Ausbildungssystem mit vier Stufen, um das Gerätetauchen zu erlernen. Die wichtigsten Ausbildungsstufen sind über die internationalen Normen ISO 24801-2, ISO 24801-3 und ISO 11121 standardisiert.
CMAS Introductory Scuba Experience
- Schnuppertauchen
- entspricht dem Schnuppertauchen nach ISO 11121.[7]

CMAS-Taucher  (Ein-Stern)
- entspricht dem Selbstständigen Taucher (Autonomous Diver) nach ISO 24801-2.[8]
- Voraussetzungen:
  - Mindestalter: 14 Jahre
  - Tauchtauglichkeit

CMAS-Taucher  (Zwei-Sterne)
- Voraussetzungen:
  - CMAS * oder äquivalent

CMAS-Taucher  (Drei-Sterne)
- entspricht dem Tauchgruppenführer (Dive Leader) nach ISO 24801-3.[9]
- Voraussetzungen:
  - Mindestalter: 18 Jahre
  - CMAS ** oder äquivalent
  - Herz-Lungen-Wiederbelebungs-Kurs (HLW) nicht älter als 1 Jahr
  - Nachweis über mindestens 65 Tauchgänge, davon mindestens 10 Tauchgänge auf 30 bis 40 Meter Tiefe

CMAS-Taucher  (Vier-Sterne)
- Diese Stufe kann nicht durch eine Prüfung erworben werden, sondern wird durch die nationalen Verbände verliehen.

### CMAS-Tauchlehrer
Der Tauchlehrer (Instructor) kann Taucher ausbilden und trainieren. Die Ausbildungsstufen sind über die internationalen Normen ISO 24802-1 und ISO 24802-2 standardisiert.
CMAS Moniteur/Instructor  (Ein-Stern)
- kompatibel zu ISO 24802-2[11] (Instructor Level 2)
- ausbildungs- und prüfungsberechtigt für CMAS * und tiefere Ausbildungsstufen

CMAS Moniteur/Instructor  (Zwei-Sterne)
- ausbildungs- und prüfungsberechtigt für CMAS *** und tiefere Ausbildungsstufen

CMAS Moniteur/Instructor  (Drei-Sterne)
- ausbildungs- und prüfungsberechtigt für CMAS *** und tiefere Ausbildungsstufen
- ausbildungsberechtigt bis CMAS Moniteur/Instructor **
- Tauchlehrer werden nach dem Vier-Augen-Prinzip geprüft.

### CMAS-Spezialkurse
Die CMAS Spezialkurse bieten die Möglichkeit, sich in verschiedenen Spezialgebieten des Tauchens weiterzubilden. Die Teilnehmer können so weitere Erfahrungen sammeln und somit das taucherische Können verbessern. Folgende Spezialkurse werden angeboten. Die einzelnen Federations können zusätzliche Kurse einführen, Bestehende abändern oder weglassen:
- Behindertentauchen
- Eistauchen
- Erste Hilfe
- Gasblender Nitrox und Trimix
- Höhlentauchen
- Kreislauftauchgerät
- Kindertauchen
- Kompressorwartung und Gasmischung
- Navigation
- Gruppenführung
- Nitrox (entspricht ISO 11107)[12]
- Suchen und Bergen
- Rettungstaucher
- Sauerstoff-Anwender
- Tauchen in großer Höhe
- Tauchscooter
- Trockentauchen
- Wracktauchen

## Sonstige Ausbildungssysteme

### CMAS-Apnoe-Taucher
Die Ausbildung für Apnoe-Taucher umfasst drei Level:
- CMAS Apnoe-Taucher Level 1
- CMAS Apnoe-Taucher Level 2
- CMAS Apnoe-Taucher Level 3

### CMAS-Apnoe-Tauchlehrer
Für Apnoe-Tauchlehrer gibt es bei CMAS nur eine Stufe:
CMAS Apnoe-Tauchlehrer
- zugleich CMAS Freediving Instructor
- Ausbildung in Theorie und Praxis für Apnoe-Taucher

## Mitglieder von CMAS
Auf nationaler Ebene wird CMAS durch eines seiner Mitglieder repräsentiert. Die Mitgliedsorganisationen reglementieren und organisieren die Tauchausbildung nach den Vorgaben von CMAS im entsprechenden Land und stellen CMAS-Brevets aus.
Diese Brevetierungen weichen zum Teil deutlich von den Rahmenvorgaben der CMAS ab:
- die Anforderungen werden verschärft
- es werden Zwischenstufen geschaffen

Auf Grund dieser unterschiedlichen Auslegungen des CMAS-Systems können z. B. Tauchlehrer nur bis zum CMAS Moniteur ** den Verband wechseln (crossen).

### CMAS in Deutschland
In Deutschland wird die CMAS durch den Verband Deutscher Sporttaucher (VDST) unter dem Namen CMAS Germany vertreten, d. h. in Deutschland gibt es seit jeher nur eine Federation der CMAS.

### CMAS in der Schweiz
- CMAS.CH ist verantwortlich für die Tauch-Ausbildung in der Schweiz nach den Richtlinien der CMAS International.[13]
- Der Schweizer Unterwasser-Sport-Verband (SUSV, franz.: FSSS) repräsentiert CMAS ebenfalls in der Schweiz.[1]

### CMAS in Österreich
In Österreich ist CMAS durch den Tauchsportverband Österreichs (TSVÖ) repräsentiert.

### CMAS in Liechtenstein
In Liechtenstein ist CMAS durch den Liechtensteiner Tauchsport Verband (LTV) vertreten.

### CMAS in Luxemburg
In Luxemburg ist CMAS durch die Fédération Luxembourgoise des Activités et Sports Sub Aquatiques (F.L.A.S.S.A.) repräsentiert.

### CMAS International
Neben den nationalen Vertretungen und Vertragspartnern von CMAS gab es bis Anfang 2018 einige Mitgliedsorganisationen, die international tätig waren. Zu diesen gehörten: AED, DAN, IANTD, IPA Monaco, ProTec und TDI/SDI.
Der Firma ProTec (Professional Technical & Recreational Diving) wurde neben diversem Fehlverhalten und mangelnder Qualitätssicherung vor allem vorgeworfen, nie Mitglied der CMAS gewesen zu sein. Der Verband Deutscher Sporttaucher (VDST) ging in Deutschland im Auftrag der CMAS gerichtlich gegen ProTec Deutschland vor, um den Ausschluss durchzusetzen. Es wurde von der CMAS betont, das vor dem Ausschluss erteilte Brevets (Taucher und Tauchlehrer) gültig bleiben. Auf den Internetseiten von ProTec ist Stand August 2021 kein vollständiges Impressum verfügbar, nur Telefonnummern sowie ein Kontaktformular.
Im Internet finden sich immer noch Seiten von Tauchschulen der ehemaligen internationalen Federations, die mit einer CMAS-Brevetierung werben. Es ist unklar, ob die Seiten veraltet sind oder ob möglicherweise die Gültigkeit der Brevetierung ab 2018 im Unklaren bleibt.

### Weitere Länder
CMAS wird von den folgenden Organisationen in den einzelnen Staaten repräsentiert:
| Land                | Abkürzung    | Name der Organisation                                                 |
| ------------------- | ------------ | --------------------------------------------------------------------- |
| Ägypten             | EULF         | Egyptian Underwater and Lifesaving Federation                         |
| Australien          | AUF          | Australian Underwater Federation                                      |
| Belgien             | BEFOS-FEBRAS | Fédération royale Belge de Recherches et d’Activités Sous-Marines     |
| Belgien             | GBRS         | Groupe Belge de Recherches Scientifiques Sous-Marines                 |
| Brasilien           | CBPDS        | Confederação Brasileira de Pesca e Desportos Subaquáticos             |
| Chile               | FEDESUB      | Federation Deportiva Nacional de Deportes Submarinos                  |
| Volksrepublik China | CUA          | Chinese Underwater Association                                        |
| Volksrepublik China | HKUAL        | Hong Kong Underwater Association                                      |
| Dänemark            | DSF          | Dansk Sports Dykker Forbund                                           |
| Ecuador             | FEDASUB      | Federación Ecuatoriana de Buceo y Actividades Subacuaticas            |
| Finnland            | Sukeltaja    | Sukeltajaliitto Ry                                                    |
| Frankreich          | FFESSM       | Fédération Française d’etudes et de Sports Sous-Marins                |
| Großbritannien      | BUSA         | British Underwater Sports Association                                 |
| Großbritannien      | SAA          | Sub-Aqua Association                                                  |
| Indonesien          | POSSIISSA    | Persartuan Olahraga Selam Seluruh Indonesia                           |
| Irland              | CFT          | Comhairle Fo Thuinn                                                   |
| Italien             | ACDC         | Associazione CMAS Diving Center Italia                                |
| Japan               | JCIA         | Japan CMAS Instructor Association                                     |
| Jordanien           | RJMSF        | Royal Jordanian Marine Sports Federation                              |
| Kanada              | CDP          | Canadian Diving Program                                               |
| Kanada              | CUGA         | Canadian Underwater Games Association                                 |
| Kuba                | FCAS         | Federacion Cubana de Actividades Subacuaticuas                        |
| Luxemburg           | FLASSA       | Fédération Luxembourgeoise des Activités et Sports Subaquatiques ASBL |
| Malaysia            | MSAC         | Malayan Sub Aqua Club                                                 |
| Malediven           | MUF          | Maldives Underwater Federation                                        |
| Malta               | FUAM         | Federation of Underwater Activities Malta                             |
| Marokko             | FMPAS        | Federation Marocaine de Plongée et Activités Subaquatiques            |
| Mexiko              | FMAS         | Federacion Mexicana de Actividades Subacuaticas A.C.                  |
| Namibia             | NUWF         | Namibia Underwater Federation                                         |
| Neuseeland          | NZUA         | New Zealand Underwater Association                                    |
| Niederlande         | NOB          | Nederlandse OnderwaterSport Bond                                      |
| Norwegen            | NDF          | Norges Dykkeforbund                                                   |
| Philippinen         | PCIA         | Philippine Federation of CMAS Underwater Activities                   |
| Schweden            | SSDF         | Svenska Sportdykarförbundet                                           |
| Spanien             | FEDAS        | Federacion Espanola de Actividades Subacuaticas                       |
| Südafrika           | CMAS-ISA     | CMAS Instructors South Africa                                         |
| Südafrika           | SAUSF        | South African Underwater Sports Federation                            |
| Südkorea            | KUA          | Korea Underwater Association                                          |
| Taiwan              | CTUF         | Chinese Taipei Underwater Federation                                  |
| Thailand            | TDA          | Thailand Diving Association                                           |
| Tunesien            | FAST         | Federation des Activités Subaquatiques de Tunisie                     |
| USA                 | USOA         | Underwater Society of America                                         |
| Türkei              | TSSF         | Turkish Underwater Sports Federation                                  |

Alle diese Lizenznehmer können die Rahmenvorgaben der CMAS den eigenen Bedürfnissen anpassen. Dies kann teilweise dazu führen, dass die Ausbildungen, insbesondere im Specialty- und Tauchlehrer-Bereich, nicht mehr vergleichbar sind. Die Stufen CMAS * bis CMAS *** sowie CMAS Instructor * bis CMAS Instructor ** müssen jedoch vergleichbar sein.